# Catephia corticea
Catephia corticea là một loài bướm đêm trong họ Erebidae.